# Heinrich Kolfhaus
Heinrich Kolfhaus  (* 27. April 1879 in Krefeld; † 30. Mai 1956 in Bad Godesberg, jetzt Bonn) war evangelischer Pfarrer. Wegen seines Widerstandes im Dritten Reich gegen die Vereinnahmung der Kirche durch die Nationalsozialisten ernannte ihn Bad Godesberg zum Ehrenbürger.

## Leben

### Familiengeschichte
Heinrich Kolfhaus war Sohn des Kaufmanns Carl August Kolfhaus aus Krefeld. Sein Bruder Wilhelm Kolfhaus (1870–1954), Pfarrer in Elberfeld und Vlotho, setzte sich für die Bekennende Kirche ein.
Während seines Vikariats in Linz am Rhein lernte Heinrich Kolfhaus die Tochter des dortigen Pfarrers Deußen kennen, die er später 1906 heiratete. Aus der Ehe ging die Tochter Gertrud Elisabeth hervor.

### Theologische Ausbildung
1885 bis Ostern 1897 besuchte Kolfhaus das Gymnasium in Krefeld, danach studierte er an den Universitäten Erlangen, Halle und Bonn bis Herbst 1900. An allen drei Studienorten trat er dem Wingolf bei. In Erlangen wurde er maßgeblich durch Ernst Friedrich Karl Müller und in Halle besonders durch Martin Kähler geprägt. Er war nach dem Studium vorübergehend Erzieher im Johanneum zu Moers, dann Vikar in Ratingen und in Linz am Rhein.
Nach seiner Ordination zum Pfarrer in Düsseldorf wurde er für sieben Jahre Gemeindepfarrer in Ratingen.
Es folgte am 27. Juli 1913 die Einführung als Gemeindepfarrer in Bad Godesberg, wo er bis zu seiner Emeritierung am 1. Oktober 1949 tätig war. Diese Zeit war lediglich im Ersten Weltkrieg durch eine Tätigkeit als Lazarettpfarrer in Neuss und dann als Divisionspfarrer im Feld unterbrochen. Für seinen Einsatz im Ersten Weltkrieg wurde ihm das EK1 und EK2 verliehen.

### Tätigkeit als Gemeindepfarrer in Bad Godesberg

#### Allgemein
Kolfhaus war eine körperlich große und in seinem Auftreten imposante Erscheinung. Seine Predigten galten als pointiert und wuchtig.
In den Jahren nach dem Ersten Weltkrieg widmete er sich besonders sozialen Aufgaben. Er organisierte die Übernahme des Viktoria-Hospitals, das in der Inflationszeit nicht mehr aus eigenen Mitteln unterhalten werden konnte, in die Trägerschaft seiner Gemeinde.  Ihm war der Kern der christlichen Lehre viel wichtiger als äußerer kirchlicher Glanz. So war es typisch für ihn, dass er in der Notzeit nach dem Krieg brennenden Kerzen am Altar ausblies mit der Feststellung: „Es ist hell genug!“

#### Gemeindearbeit und Widerstand
Mit der Machtergreifung der Nazis begannen die „Deutschen Christen“ (DC) auch in der evangelischen Gemeinde in Bad Godesberg Fuß zu fassen. Doch nach der Sportpalastkundgebung der Deutschen Christen am 13. November 1933 und nach der Bekenntnissynode in Wuppertal-Barmen vom 3. bis 4. Januar 1934 schloss Pfarrer Kolfhaus am 9. Januar 1934 seine Godesberger evangelische Erlöser-Kirchengemeinde der Bekennenden Kirche an. So wurde im Kirchenkampf trotz des Erlasses des Reichsbischofs Müller vom 6. Januar 1934 wurde im Gottesdienst in Fürbitten der gemaßregelten Pfarrer der Bekennenden Kirche gedacht.
Als in jener Zeit dem Schweizer Theologen Karl Barth öffentliche Auftritte verboten wurden und er am 26. November 1934 von der Bonner Universität durch die NSDAP entlassen wurde, weil er den Beamteneid auf Hitler verweigerte, kamen Barths Schüler aus Bonn zu Kolfhaus in die Kirche. Die Gottesdienste der Godesberger Ev. Kirche standen wiederholt im Zusammenhang mit den Rüstzeiten der Bekenntnis-Studenten, die im Godesheim stattfanden, dem Diaspora-Waisenhaus des Ev. Vereins für Diakonie, dem Kolfhaus vorstand. Hier wurden Seminare unter Karl Barth und anderen Theologen der Bekennenden Kirche abgehalten. Aus diesen Seminaren ist später die Kirchliche Hochschule Wuppertal hervorgegangen. Kolfhaus gelang  als Vorsitzendem des Vereins für Innere Mission, die Übernahme in des Godesheims staatliche Hand zu verhindern. So konnten auch mehrere jüdische Kinder aufgenommen und versteckt werden.
Im März 1935 verweigerte Pfarrer Kolfhaus die Unterzeichnung der Verpflichtung, das von der Bekenntnissynode herausgegebene „Wort an die Gemeinde“ nicht zu verlesen. Am 10. März 1935 verlas Kolfhaus im Hauptgottesdienst das Wort der am 4. und 5. März in Berlin-Dahlem versammelten Bekenntnissynode, in der es u. a. hieß: „Wir sehen unser Volk von einer tödlichen Gefahr bedroht. Die Gefahr besteht in einer neuen Religion“ – „Die neue Religion ist Auflehnung gegen das erste Gebot“ – „In ihr wird die rassisch-völkische Weltanschauung zum Mythos. In ihr werden Blut und Rasse, Volkstum, Ehre und Freiheit zum Abgott.“ Trotz Haftandrohung verlas Kolfhaus  im Gottesdienst am 24. März 1935 wieder die Botschaft der Bekenntnissynode und einen Brief der Pfarrer an die Geheime Staatspolizei, in dem sie gegen die polizeiliche Gewalt protestieren. Um einer Verhaftung zu entgehen, floh er vorübergehend aus Godesberg.
Kolfhaus’ Predigten wurden in der Folgezeit auch weiterhin überwacht. Trotzdem verlas er im Karfreitagsgottesdienst am 19. April 1935 die Namen Dutzender von im Konzentrationslager inhaftierten Pfarrern mit den Worten: „Sie schmachten im Konzentrationslager, weil sie Zeugnis ablegten gegen das Neuheidentum.“
1938 wurde er Vertrauensmann der Bekenntnissynode Bonn. Der „Vertrauensmann“ hatte die Rolle des „illegalen“ Superintendenten in der Bekenntnissynode Bonn inne. Obwohl Pfarrer Kolfhaus eine nationale Gesinnung pflegte, blieb er in Distanz zum Nationalsozialismus und verweigerte im Juli 1938 wie sein Godesberger Amtskollege den Führereid.
Auf Anordnung des Konsistoriums in Düsseldorf musste Kolfhaus 1941 den Schlüssel der Rigal’sche Kapelle, des ersten Gotteshauses der evangelischen Godesberger Gemeinde, ausliefern. Er tat das mit folgendem Schreiben: „Indem ich der konsistorialen Gewalt weichend, den Schlüssel unserer Kapelle dem Vertreter des Konsistoriums übergebe, bezeuge ich, daß ich jede Verantwortung für das, was dieser Einbruch der D.C. in unserer Gemeinde für Folgen hat, ablehne und mit allem Ernst das Konsistorium dafür haftbar mache. Nur die Rücksicht auf die Kriegssituation, in der wir uns befinden mit ihrer Forderung der inneren Geschlossenheit konnte mich bewegen, weiteren Widerstand gegen das Unrecht, das hier an der Gemeinde geschieht, aufzugeben.“
Während des Zweiten Weltkrieges musste Pfarrer Kolfhaus die Godesberger 7000-Seelen-Gemeinde alleine leiten, da seine beiden Amtskollegen zum Kriegsdienst eingezogen wurden.
Pfarrer Kolfhaus war hochgradig hüftleidend. Trotzdem ging er erst mit 70 in den (aktiven) Ruhestand (Emeritierung am 1. Oktober 1949).

## Ehrungen

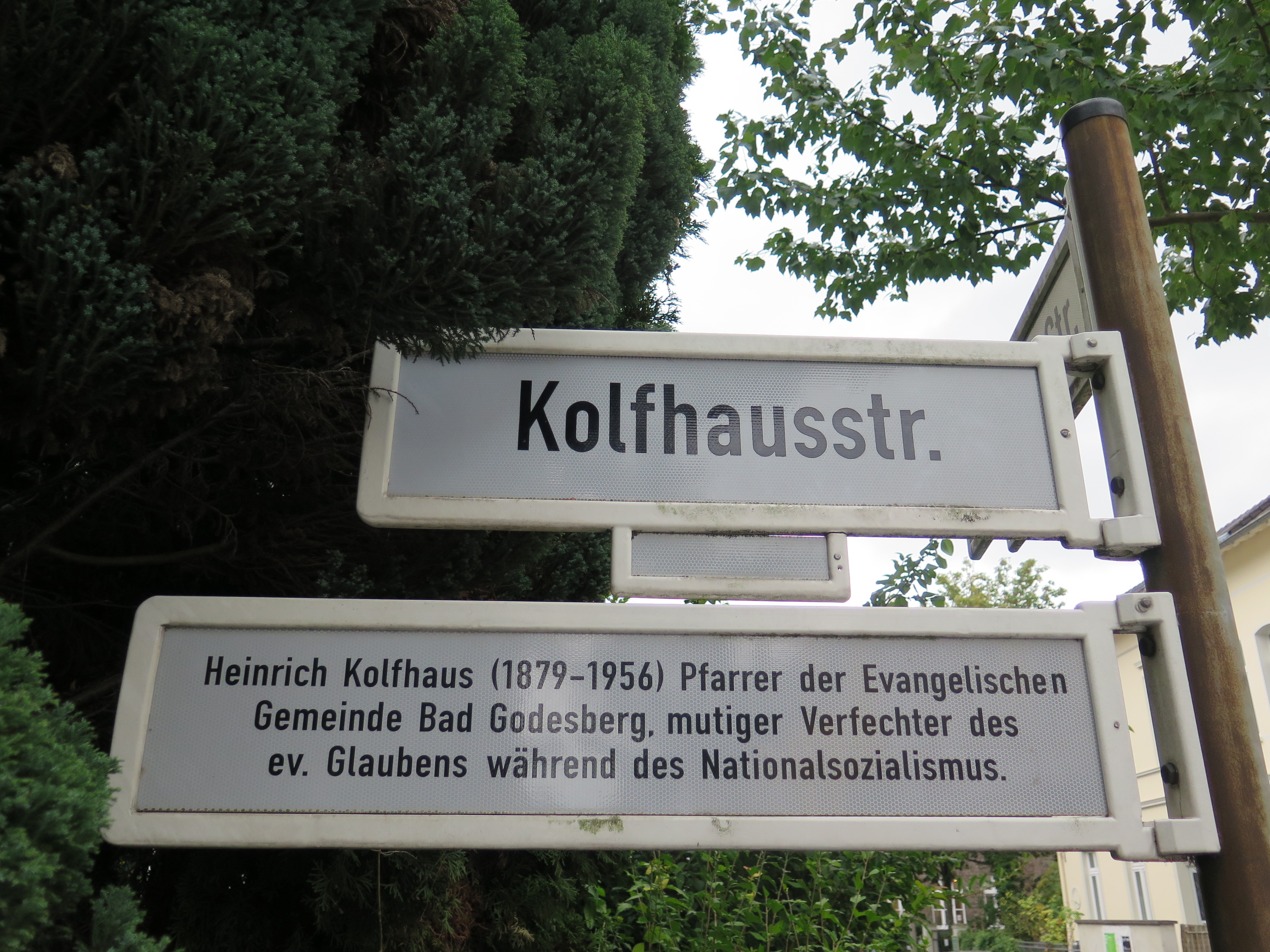
Kolfhausstraße in Bonn-Bad Godesberg

In Würdigung seiner Haltung gegenüber den Vereinnahmungsversuchen im nationalsozialistischen Staat wurde Heinrich Kolfhaus am 31. Juli 1952 vom Rat der – damals noch selbständigen – Stadt Bad Godesberg zum Ehrenbürger ernannt.
1978 wurde die Wilhelmstraße in Bonn-Bad Godesberg in „Kolfhausstraße“ umbenannt.
Das am 5. Dezember 1996 eingeweihte Altersheim auf der Godeshöhe wurde ihm zu Ehren „Seniorenzentrum Heinrich Kolfhaus“ benannt.